# Castillo y parque de Longpra
El castillo de Longpra (en francés: Château de Longpra) es una antigua maison forte ('casa fuerte') de francesa del siglo XIII profundamente remodelada en 1770, situada en la comuna de Montlouis-sur-Loire, en el departamento de Isère en la región de Auvernia-Ródano-Alpes. Está situado en un bonito paisaje de colinas de las colinas del Dauphiné, en la proximidad de los lagos de Aiguebelette y Paladru, cerca del río Ainan, y ahora acoge un museo.
El parque del Castillo de Longpra (en francés: Parc du Château de Longpra) es un arboreto privado de 10 hectáreas alrededor del castillo inaugurado en 1997. Es visitable a lo largo de todo el año previa cita. Se paga tarifa de entrada.
El castillo, terrazas y foso sur, pabellones, fosos, el patio con sus puertas y paredes, fachadas y cubiertas comunes y la avenida principal que conduce al castillo fueron objeto de una clasificación en el título de los monumentos históricos por orden de fecha 25 de agosto de 1997. Asimismo, el parque del castillofue objeto de una inscripción parcial por orden del 25 de agosto de 1997.

## Historia
El castillo fue construido en el siglo XII, el castillo a lo largo de su historia ha cambiado muchas veces, y pueden dar cuenta de una parte de la historia y la arquitectura en esta región del Dauphiné.
Originalmente, el edificio era un fortaleza como las que se encuentran tanto en El Delfinado; estaba totalmente construido antes de 1300. De esta época quedan los fosos de 378 metros de longitud y restos del antiguo puente levadizo; los puentes actuales son del siglo XVII
En el siglo XVIII, Pierre-Antoine de Longpra, consejero del Parlamento del Delfinado, desmocha la antigua fortaleza y la reconstruye según los gustos de este siglo, para obtener una residencia de placer. Es en este aspecto como ahora podemos descubrir el castillo Longpra.
Desde 1536, el castillo ha pertenecido a la familia Franclieu y hoy en día el conde y la condesa Albert de Franclieu gestionan la recepción y recorrido por la finca,.

## Descripción
Su reconstrucción nos permite ver y descubrir la arquitectura del Delfinado del siglo XVIII y esta casa nobles con fachadas simétricas que nacieron en las décadas siguientes al final de las guerras religiosas a finales del siglo XVII un nuevo estilo que reduce las fachadas ornamentales para confinar en frontones.
Muchos de los artesanos del pueblo de Saint-Geoire trabajaron durante sus remodelaciones, pero la presencia más notable durante esta transformación de la antigua casa fuerte es el de la "familia Hache" que firmó el piso de la casa.
Como museo el castillo tiene una gran riqueza de los interiores totalmente conservados en muebles y artículos ornamentales. Un museo de herramientas de madera, exposiciones, cine documental, un parque, un jardín con flores.

## Colecciones botánicas
Este arboreto alberga más de 350 especies de árboles y arbustos procedentes de ecosistemas de clima templado de todo el mundo.
Las colecciones están enfocadas en especies con un color de follaje atractivo en su caída en otoño, con robles, y Pinaceae.